# Stepove, Kobeleakî
Stepove (în ucraineană Степове) este un sat în comuna Cervoni Kvitî din raionul Kobeleakî, regiunea Poltava, Ucraina.

## Demografie
Componența lingvistică a localității Stepove
     Ucraineană (97,79%)
     Rusă (2,21%)
Conform recensământului din 2001, majoritatea populației localității Stepove era vorbitoare de ucraineană (97,79%), existând în minoritate și vorbitori de rusă (2,21%).